# Heiliges Feuer (Orthodoxie)
Das Heilige Feuer (eigentlich: "Heiliges Licht", griechisch Ἃγιον Φῶς Agion Phos, armenisch Սուրբ Լոյս) ist eine Flamme, die am Ostersonntag um Mitternacht in der Christlich Orthodoxen Kirche ganz zu Beginn der Ostermette an die Gläubigen verteilt wird. Es besteht eine enge Verbindung zur Zeremonie des Heiligen Lichtes, die alljährlich am Karsamstag in Jerusalem stattfindet und der von Gläubigen wundersamer Charakter zugeschrieben wird.

## Liturgische Bedeutung

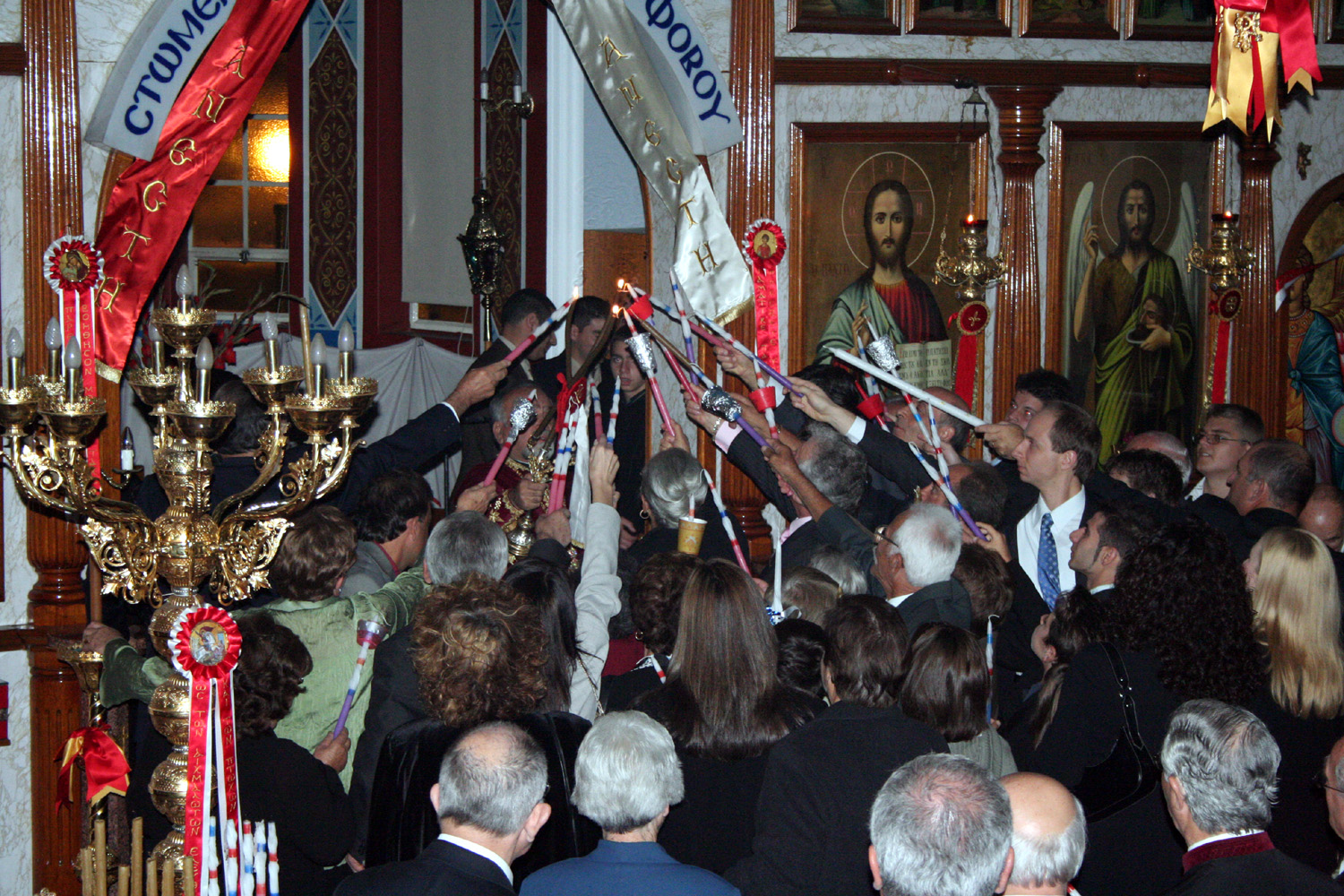
Verteilung des Heiligen Lichts an die Gläubigen durch einen Priester, Ostern 2007

Das Heilige Licht wird um Mitternacht in der Christlich Orthodoxen Kirche ganz zu Beginn der Ostermette an die Gläubigen verteilt. Dabei wird vom Priester verkündet:
«Kommt, nehmet Licht vom ewigen Licht und verherrlicht Christus, den von den Toten Auferstandenen!».
Im Anschluss an diese Verkündigung, wird (Mk 16,1-8 ) verlesen.

## Zeremonie des Heiligen Lichts in Jerusalem
In der Grabeskirche, die von der Orthodoxen Kirche Auferstehungskirche genannt wird, findet alljährlich am orthodoxen Karsamstag am frühen Nachmittag die Zeremonie des Heiligen Lichtes statt. Dabei wird vom orthodoxen Patriarchen von Jerusalem, der die Heilig-Grab-Ädikula betritt, nachdem er zuvor alle Liturgischen Gewänder abgelegt hat, eine Fürbitte gesprochen, in der um die göttliche Segnung des Heiligen Lichts gebeten wird. Nach einigen Minuten verlässt der orthodoxe Patriarch die Heilig-Grab-Ädikula mit zwei entzündeten Kerzenbündeln zu je 33 Kerzen und verteilt die Flamme an die Gläubigen und die geistlichen Oberhäupter anderer christlicher Konfessionen, den armenischen Patriarchen, den koptischen Bischof von Jerusalem und den syrischen Mitropoliten von Jerusalem.
Die Zeremonie des Heiligen Lichts ist seit den ersten christlichen Jahrhunderten überliefert, wurde jedoch über die Jahrhunderte in jeweils leicht abgewandelter Form begangen. Der Zeremonie wohnen einige zehntausend Christen in- und außerhalb der Auferstehungskirche bei.
Das Heilige Licht wird seit einigen Jahren im Laufe des Karsamstags per Flugzeug in verschiedene orthodoxe Länder gebracht und dort für die Ostermette genutzt. Nach orthodoxer Glaubenslehre ist jedoch jedes von einem Priester gesegnete Heilige Licht, dem Licht aus Jerusalem gleichwertig segenspendend. Seit 1993 wird das Heilige Feuer am Karsamstag mit dem Flugzeug nach Russland gebracht. Ebenso finden jährlich Sonderflüge nach Bulgarien, Griechenland und Rumänien und weitere nach Armenien und Georgien statt, wo das Heilige Feuer am Flughafen mit den Ehren eines Staatsoberhauptes empfangen und von dort aus weiter in die Metropolien bzw. vom armenischen Katholikos verteilt wird.

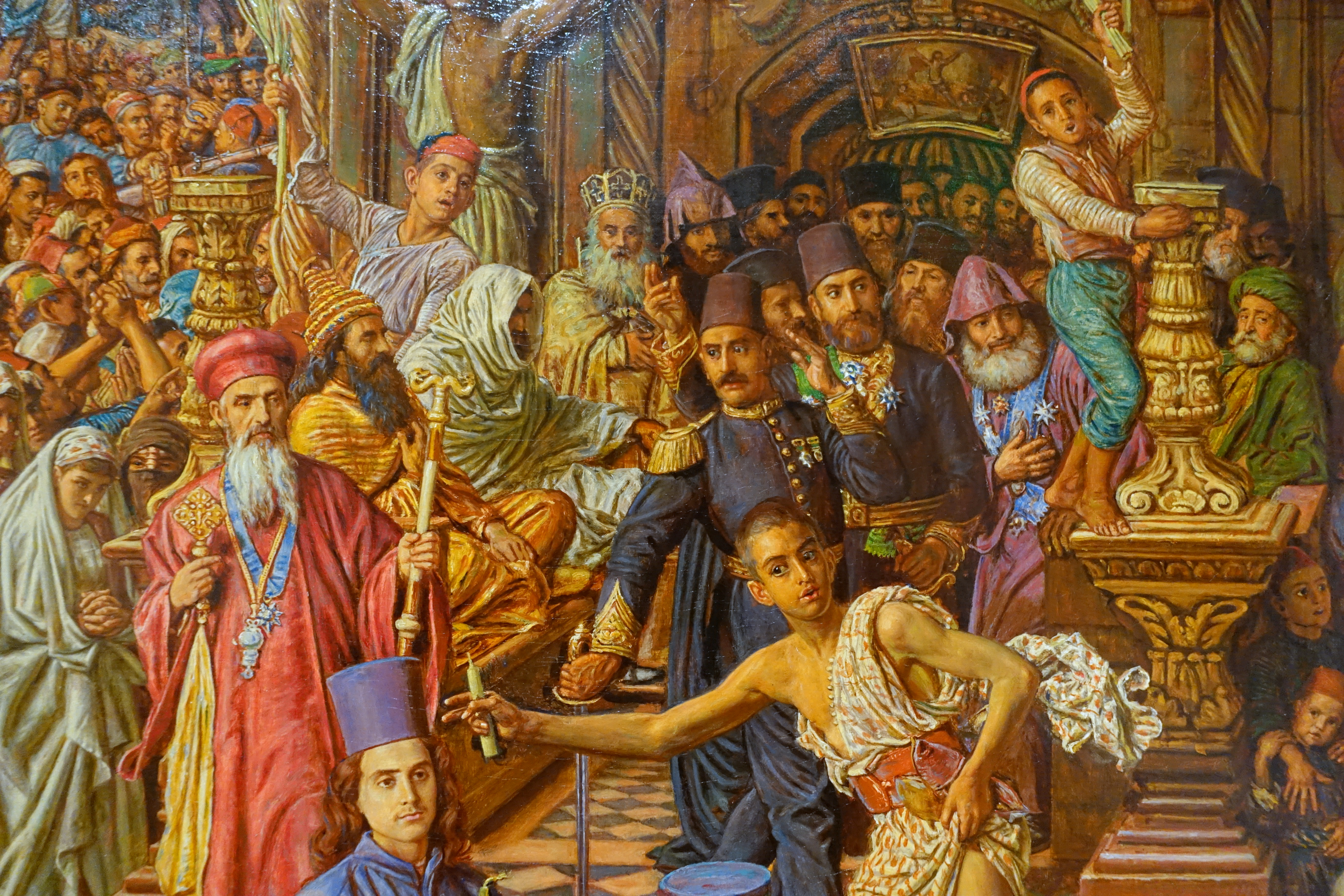
Das Wunder des Heiligen Feuers (Gemälde, William Holman Hunt, 1892–1899)

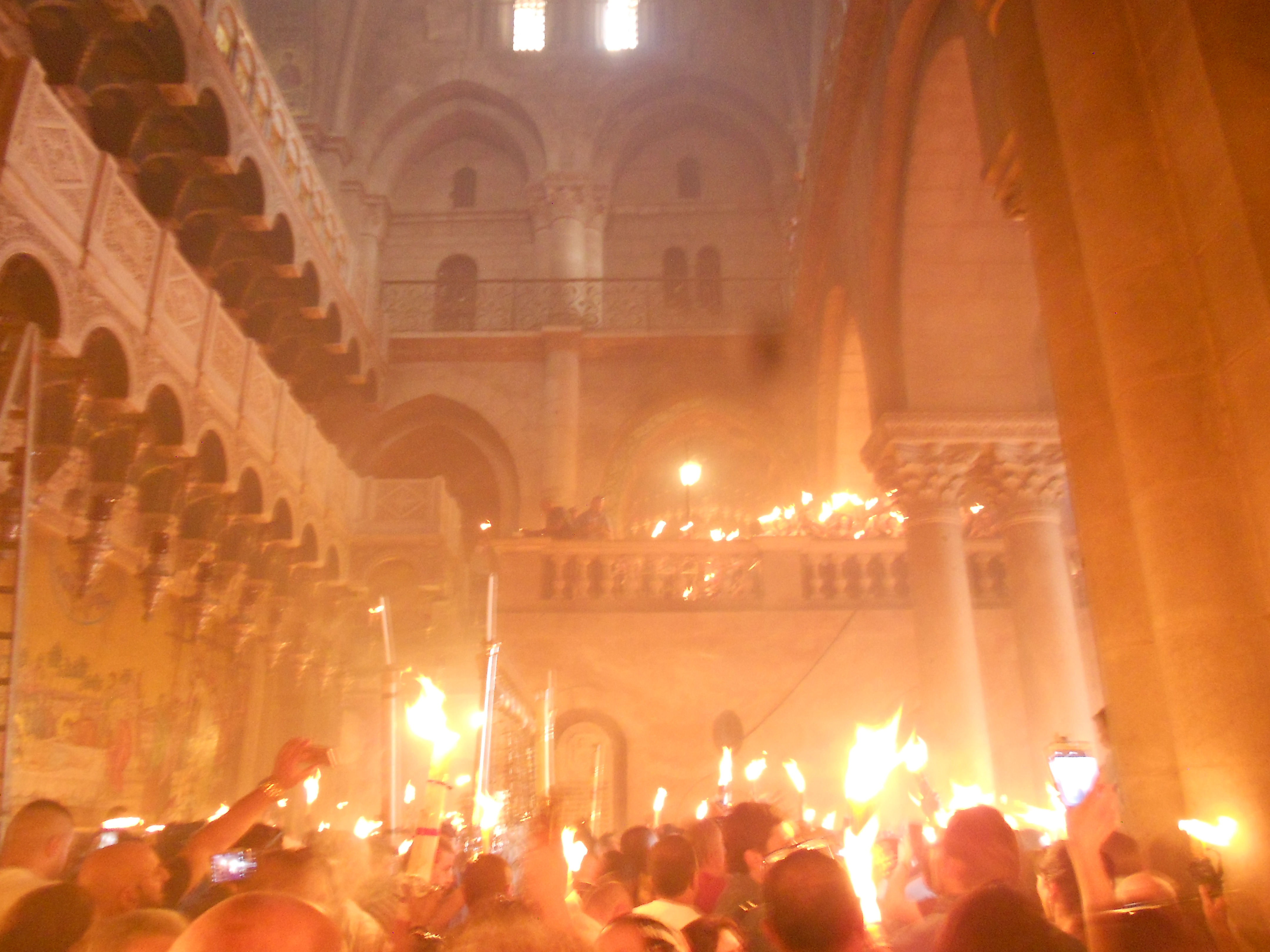
Das Heilige Feuer, Jerusalem 7. April 2018

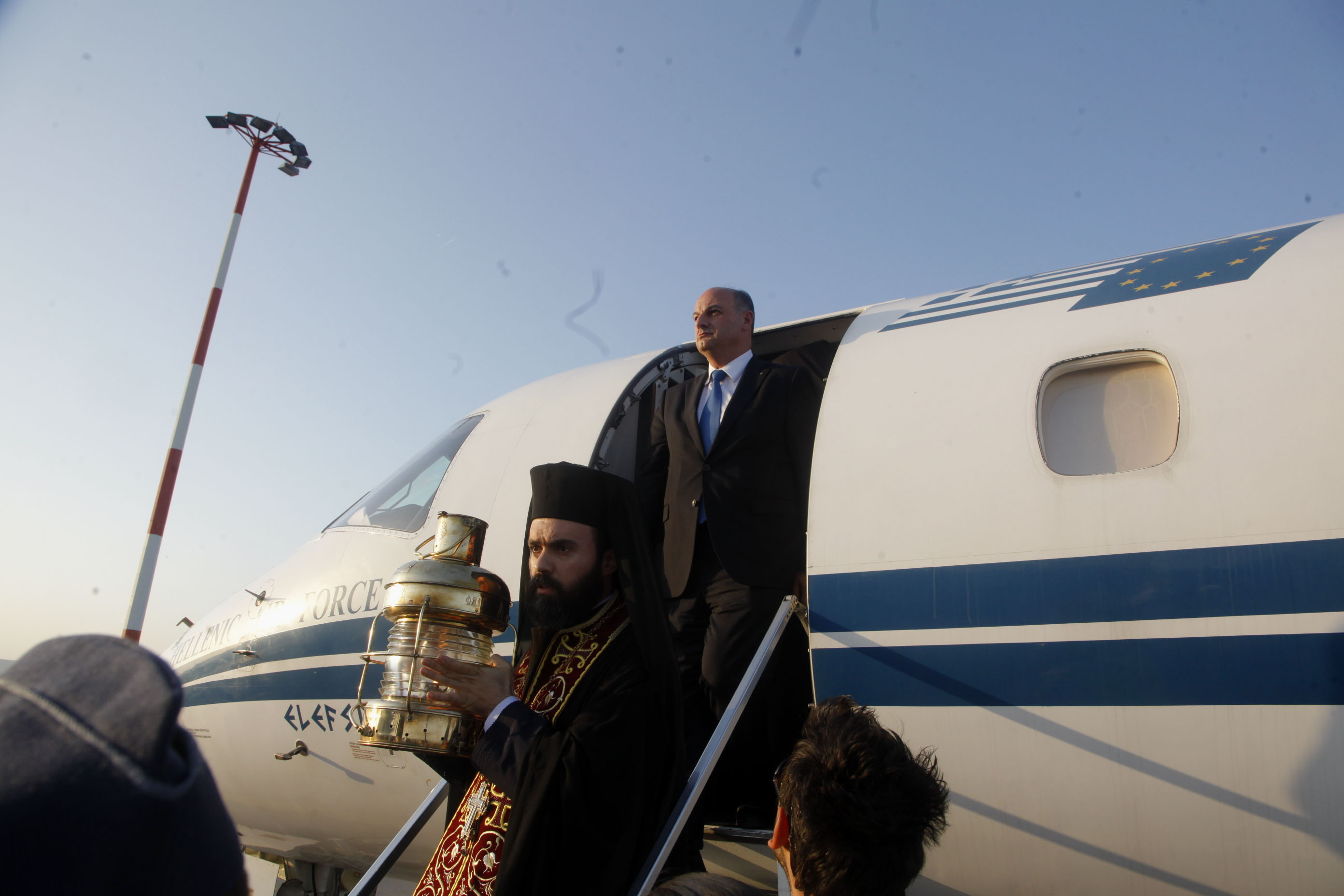
Das Heilige Feuer wird nach Griechenland gebracht (2013)

## Charakter als Wunder
Nach Bezeugung vieler Christen, aus frühchristlicher Überlieferung bis in die Neuzeit treten gegen Ende der Zeremonie in Jerusalem in jedem Jahr übernatürliche Phänomene auf, wie bläuliche bis weiß-bläuliche Blitze, Lichtballen, spontane Kerzenentzündungen und ähnliche Phänomene. Teilweise wird davon berichtet, dass das Heilige Licht in den ersten Minuten nur vermindert senge, oder gar nicht senge. Es wird auch von individuell verschiedenen Wahrnehmungen ein und derselben Erscheinung berichtet. Ähnliche Phänomene träten in der Auferstehungskirche nicht nur an Ostern, sondern vereinzelt auch an anderen Tagen über das ganze Jahr auf.
Die orthodoxe Kirchenlehre bestätigt an keiner Stelle einen Wundercharakter der Zeremonie als solcher. Von Vertretern der Kirche wird oft betont, dass auch eine von einem Priester gesegnete aus natürlichen Zündquellen stammende Flamme segenspendende Wirkung habe. Die orthodoxe Kirche verneint jedoch nicht, dass wundersame Phänomene während der Zeremonie auftreten können. Auch von Bischöfen und Priestern wurden selbst wahrgenommene übernatürliche Lichtphänomene bezeugt.
In orthodox geprägten Ländern bestehen teilweise öffentliche Kontroversen darüber, ob in der Auferstehungskirche Wunder stattfinden oder nicht.

## Volksglaube
Nach dem Volksglauben steht in dem Jahr, in dem das Heilige Licht an Ostern nicht nach Jerusalem herabsteigt, das Ende der Welt bevor.